# Толстий Врх (Літія)
Толстий Врх (словен. Tolsti Vrh) — поселення в общині Літія, Осреднєсловенський регіон, Словенія. Висота над рівнем моря: 444,1 м.